# پل آدامز
پل آدامز (انگلیسی: Paul Adams (scientist)؛ زادهٔ ) یک دانشمند در زمینه زیست‌شناسی و علوم اعصاب اهل بریتانیا است. وی از اعضای انجمن سلطنتی بریتانیا است.